# سنجاب‌ماهی‌های سرخو
سنجاب‌ماهی‌های سرخو (نام علمی: Centroberyx) نام یک سرده از راسته سنجاب‌ماهی‌سانان است.